# Condado de Garrard
O Condado de Garrard é um dos 120 condados do estado americano de Kentucky. A sede do condado é Lancaster, e sua maior cidade é Lancaster. O condado possui uma área de 606 km² (dos quais 7 km² estão cobertos por água), uma população de 14 792 habitantes, e uma densidade populacional de 25 hab/km² (segundo o censo nacional de 2000). O condado foi fundado em 1797.